# Étonnants Voyageurs
Étonnants Voyageurs est un festival international de littérature organisé annuellement à Saint-Malo depuis 1990. Essentiellement tourné vers la littérature, cet évènement propose également une programmation cinématographique, ainsi que des expositions et des spectacles.

## Historique
Le festival Étonnants Voyageurs est créé en 1990 par Michel Le Bris, Christian Rolland et Maëtte Chantrel, rejoints par Jean-Claude Izzo. Il attire tous les ans environ 60 000 visiteurs. 
Le nom du festival provient d'un extrait d'un poème de Baudelaire (Le Voyage) dédié à Maxime Du Camp.
En 2015, Michel Le Bris transmet la direction du festival Étonnants Voyageurs à sa fille Mélanie.

## Le festival
Depuis 1990, le festival explore les littératures d’Orient, d’Amérique latine, d’Afrique. Chaque année, deux cents écrivains de différents pays se retrouvent à Saint-Malo pour trois jours de rencontres, débats, lectures, cafés littéraires, dans 25 lieux de la ville.

## Déclinaisons du festival à travers le monde
Le festival a essaimé dans plusieurs pays, et ces éditions à l'étranger nourrissent en retour le festival de Saint-Malo.

### Brazzaville (République du Congo)
La première édition du festival à Brazzaville a eu lieu en février 2013. Elle a vu des débats littéraires mais aussi politiques sur le thème de l'Afrique qui vient. Cette édition s'est déroulée dans de nombreux lieux culturels de la métropole.

### Bamako (Mali)
Depuis 2000, le festival s'exporte à Bamako. La manifestation est devenue une biennale depuis 2006, en alternance avec le festival du même nom en Haïti. Premier festival du livre francophone subsaharien, il est le lieu d’affirmation d’une nouvelle génération d’auteurs africains francophone. Au programme : des grands débats, des cafés littéraires, des ateliers. Le festival a mis en place des « décentralisations » dans 9 villes du Mali. C’est à Bamako, en 2006, qu’est né le projet de manifeste intitulé Pour une littérature-monde en français.

### Port-au-Prince (Haïti)
Une première édition du festival s'est déroulée en décembre 2007 à Port-au-Prince, sur le thème « Toute écriture est une île qui marche ». Une association « Étonnants voyageurs — Haïti » a été formée pour la mise en œuvre du festival, avec pour principaux partenaires le ministère haïtien de la Culture et l’ambassade de France en Haïti. La deuxième édition, n'ayant pas pu se dérouler à Port-au-Prince en janvier 2010 en raison du séisme, s'est tenue à Saint-Malo en mai 2010. Une nouvelle édition a été organisée en février 2012 à Port-au-Prince pour rendre hommage au poète haïtien Georges Castera, dont l’anthologie, L'encre est ma demeure, donne son titre à cette l'édition.

### Haïfa (Israël)
Une première édition du festival s'est tenue à Haïfa en octobre 2008. Une quarantaine d’auteurs ont été invités. Parmi les thèmes de débat abordés : comment filmer la littérature, le concept de littérature-monde, la nécessité de la poésie par ces temps de manque, les liens entre médias et littérature, entre écriture et langue natale, ou encore le rapport à l’histoire.

## Récompenses décernées
Plusieurs prix sont décernés dans le cadre du festival :
- le prix Littérature-monde décerné depuis 2014. Le prix récompense un roman de langue française, et un roman étranger traduit, porteurs de cette idée de la littérature qui dit le monde[pas clair][6].
- le prix Nicolas-Bouvier[7], qui récompense le meilleur récit de voyage ;
- le prix Ouest-France Étonnants Voyageurs, qui récompense un roman écrit en français et qui est décerné par un jury de lecteurs âgés de 15 à 20 ans ;
- le prix Joseph-Kessel[8], décerné par la SCAM ;
- le prix Robert Ganzo[9] de poésie ;
- le prix Gens de mer[10], décerné à un ouvrage littéraire à caractère maritime ;
- le Grand prix de l'Imaginaire, décerné lors du festival depuis 2010 ;
- enfin, un concours annuel de nouvelles, auquel participent collégiens et lycéens, sur la base d'un incipit réalisé par un auteur jeunesse célèbre, donne lieu à des prix académiques et nationaux et à l'édition d'un recueil distribué gratuitement aux visiteurs.

## Le salon du Livre
Chaque année, le festival organise un salon du Livre à Saint-Malo. Les auteurs y signent leurs derniers ouvrages parus.

## Évènements divers
Depuis 2008, le festival développe chaque année les rencontres entre réalisateurs et écrivains. La programmation cinéma est élaborée par Patrice Blanc-Francard depuis 2009. L’aventure maritime est présente sur tous les lieux du festival depuis 2008. Depuis ses débuts, le festival est le rendez-vous des photographes coureurs de monde qui y retrouvent écrivains, auteurs de carnets de voyage.

### Édition 2024
L'édition 2024, du 18 au 20 mai, du festival met à l'honneur le territoire du Québec en invitant des poètes et romanciers québécois. L'invitée d'honneur est une autrice polonaise, Prix Nobel de Littérature 2018, Olga Tokarczuk qui présentera son nouveau roman, Le Banquet des Empouses lors d'une carte blanche exceptionnelle.

## Finances
Le festival est largement subventionné par la mairie de Saint-Malo. En 2005, la chambre régionale des comptes de Bretagne met en avant « une certaine confusion des intérêts particuliers et de l'intérêt associatif », souligne un « problème de transparence », critique le coût pour l'association, du procès entre Michel Le Bris et Irène Frain pour diffamation et s'étonne que l'association ait réglé les frais d'avocat de 22 178 €. La chambre régionale des comptes note également (selon Le Télégramme) « que des subventions importantes ont été utilisées pour couvrir le remboursement d'un prêt de 150 000 (€) et d'un crédit de trésorerie de 100 000 (€) »,.